# 吳奮
吳奮是汉朝吳郡人，是吳景的儿子。

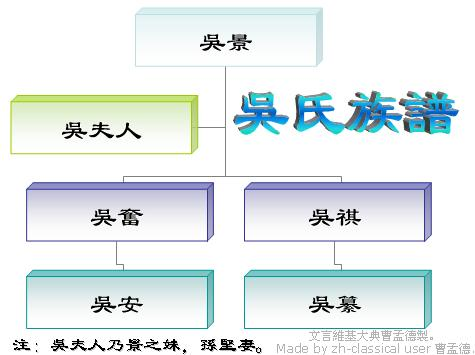

建安八年吳景死后，吳奮被授兵為將，封为新亭侯。
死后由儿子吳安继承。

## 家屬
- 父 吳景
- 弟 吳祺
- 子 吳安
- 侄 吳纂

## 據
- 《三國志·吳書五·妃嬪傳》